# Shomu
Imperador Shōmu (聖武天皇, Shōmu-tennō, 701—756) foi o 45º Imperador do Japão, na lista tradicional de sucessão.

## Vida
Antes da sua ascensão ao trono, seu nome era Obito-shinnō mas também era conhecido como Oshi-Hiraki Toyosakura-hiko-no-Mikoto. Shōmu era filho do Imperador Mommu e de Fujiwara no Miyako, uma filha de Fujiwara no Fuhito.
Nascido no ano da morte de seu pai. Desde que ele era um bebê, a Imperatriz Genmei e a Imperatriz Gensho ocuparam o trono até que o príncipe atingisse a maioridade. Em 724 assume o trono com a idade de 23 anos, após a abdicação de sua tia a Imperatriz Gensho e passa a usar o nome do Imperador Shōmu.
Foi o primeiro imperador cujo cônjuge não pertencia à casa imperial já que a Imperatriz Komyo pertencia ao clã Fujiwara.
Em 740, o Imperador ordenou a transferência da capital para Kuni-kyo (atual Quioto).
Em 741, estabelece o sistema de templos provinciais (国分寺 Kokubunji) e conventos provinciais (kokubunniji), apoiados pelo Estado, o que iria expandir a conversão para o budismo no país durante o Período Nara.

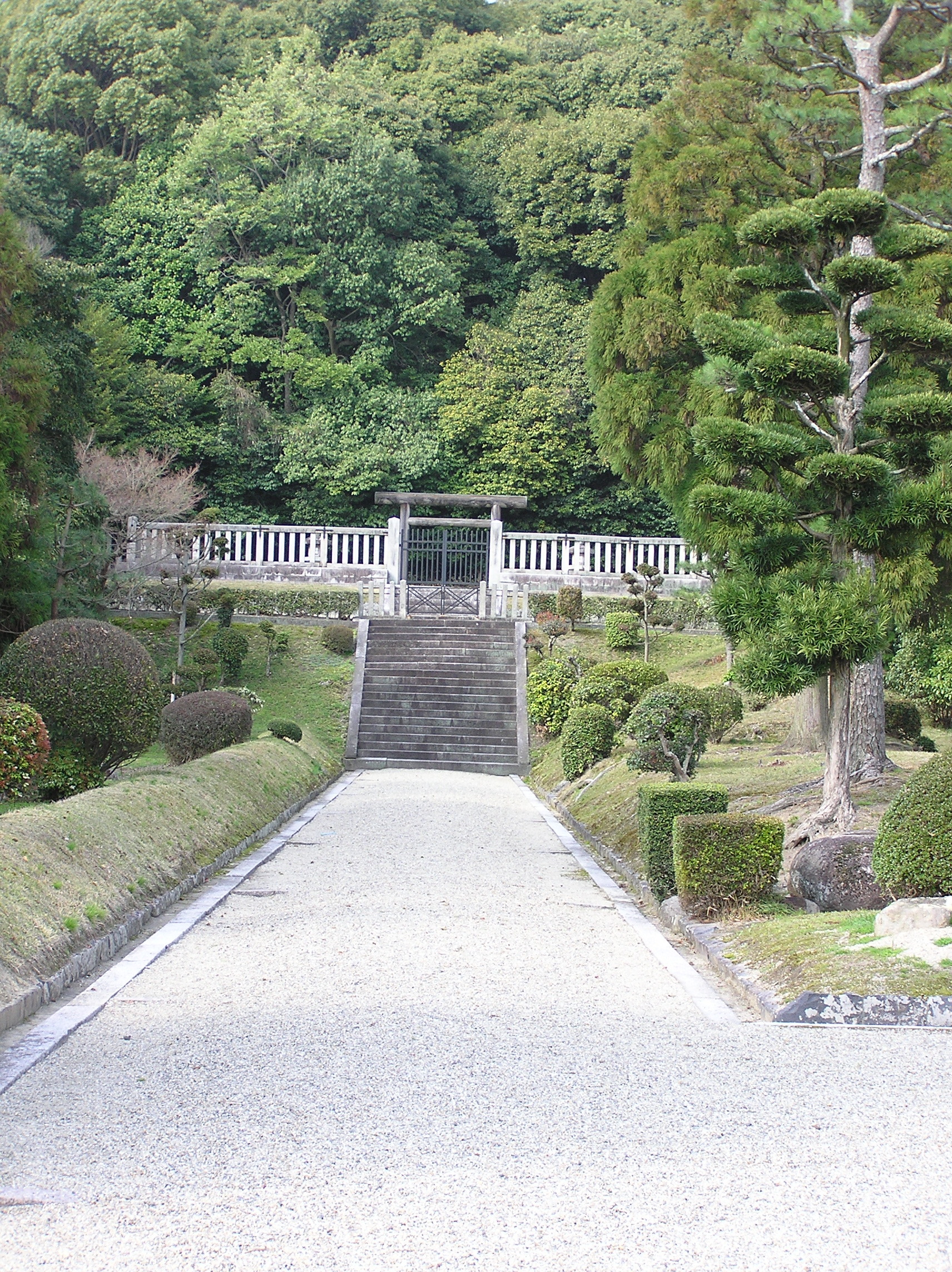
Túmulo do Imperador Shomu

Durante o seu reinado encomendou em 743 a construção de uma estátua de Buda Vairochana de 16 metros de altura no templo de Tōdai-ji, em Nara. Alguns anos depois foi acusado de drenar as reservas de bronze e de metais preciosos em todo o país.
Em 743 decreta a Lei de Propriedade Perpetua das Terras Cultivadas (垦田永代私财法 Konden'eitaishizaihō) .
O Imperador fez ainda três transferências adicionais da capital do Japão: para Naniwa-kyō (atual Osaka) em 744, para Shigaraki-kyō em 745 e depois para Heijō-kyō (atual Nara), no mesmo ano.
Em 749 , o imperador abdicou, com a idade de 48 anos, em favor de sua filha a Imperatriz Koken. Logo depois, o imperador aposentado torna-se um monge budista. Sua esposa Imperatriz Komyo segue seu exemplo.
O Imperador Shōmu morreu em 756 aos 55 anos de idade. Shōmu é tradicionalmente venerado em um memorial no santuário xintoísta em Nara. A Agência da Casa Imperial designa este local como Mausoléu de Shōmu. E é oficialmente chamado de  Sahoyama no minami no misasagi.

## Daijō-kan
- Daijō Daijin (720-735), Toneri no Miko (舎人亲王) (9 º filho de Imperador Temmu).
- Daijō Daijin (737-745), Suzuka no Ōkimi (鈴鹿王) (filho do príncipe Takechi).
- Sadaijin (724-729), Príncipe Nagaya (长屋王) (filho do príncipe Takechi).
- Sadaijin (743-756), Tachibana no Moroe (橘诸兄) (príncipe Katsuragi, meio-irmão da Imperatriz Komyo).
- Udaijin (734-737), Fujiwara no Muchimaro (藤原武智麻吕) (filho de Fujiwara no Fuhito).
- Naidaijin, Fujiwara no Toyonari (藤原豊成) (filho de Fujiwara no Muchimaro).
- Dainagon, Fujiwara no Fusasaki (藤原房前) (filho de Fujiwara no Fuhito).